# Maurice Jeanson
Maurice Jeanson est un ingénieur en aéronautique et en automobile français, né le 19 janvier 1889 à Paris et mort le 28 janvier 1963 à Paris.

## Biographie
Maurice Jeanson est né le 19 janvier 1889 à Paris. Il est le frère de Marcel Jeanson. Il fait son service militaire comme engagé volontaire de 1908 à 1909 au 129e régiment d'infanterie.

### Constructeur aéronautique
En compagnie de l’ingénieur Maurice Colliex, ils vont construire le premier hydravion géant pour l’époque. Le « Jeanson-Colliex », bimoteur Chenu AH-6 de 200 ch couplé dans un même carter, d’une masse totale en charge de 4 700 kg, d’une envergure de 24,30 m et d’une longueur de 18 m, effectue son premier vol, piloté par Maurice Colliex, le 21 mai 1913 sur la Seine, sur le plan d’eau de Triel Meulan. Malheureusement au cours d’un amerrissage, l’appareil est détruit, sans dommage pour les 4 occupants. En 1914, débuta l’étude du « Jeanson-Colliex no 2 » qui devait être muni d’un moteur de 600 ch Salmson avec un poids total en pleine charge de plus de 6 tonnes donnant une charge utile de 2 tonnes. Mais la déclaration de la guerre arrêta le projet bien qu’il fût possible de miser sur l’efficacité de bombardements à grande puissance. L’avenir ira bien sûr dans ce sens ! Que se serait-il passé si dès le début de la guerre des appareils de bombardements de ce type avaient pu être construits en série ?

L'hydravion Jeanson.
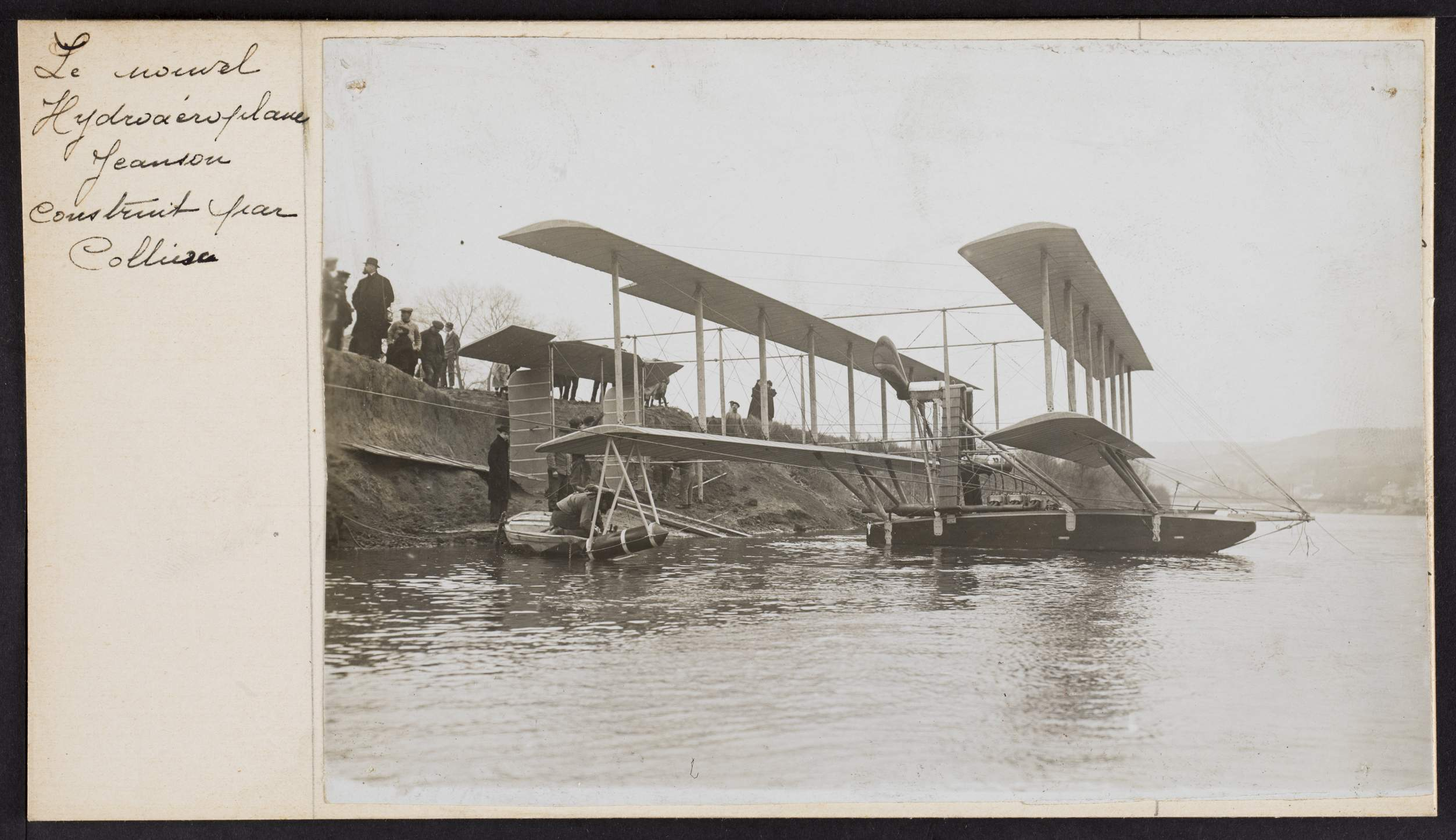
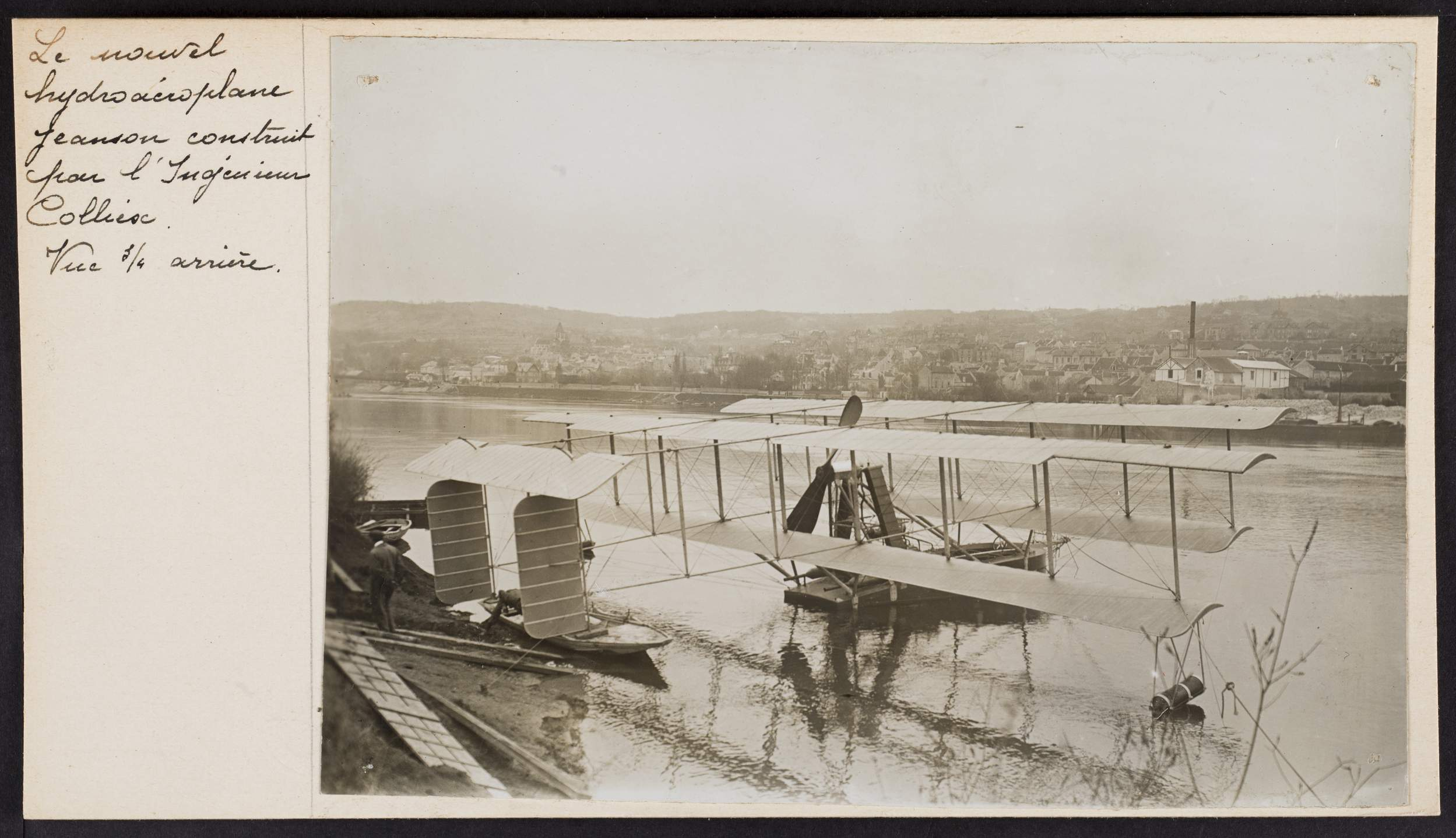

En août 1914, il s'engage au 1er groupe d'aviation puis, en novembre, passe au 2e groupe d'aviation.

### Constructeur automobile
Il fonde en 1921 la société Benjamin à Asnières, au no 139 boulevard Voltaire.